# 小池镇 (太湖县)
小池镇，是中华人民共和国安徽省安庆市太湖县下辖的一个乡镇级行政单位。

## 行政区划
小池镇下辖以下地区：
振东社区、小池村、天龙村、百鸣村、中心村、白庙村、银山村、白沙村、红星村、石霞村、红旗村、海会村、枫铺村、方兴村和新华村。